# الجبهة الشامية

شعار الجبهة الشامية

الجبهة الشامية هو اتحاد كبرى الفصائل المسلحة في شمال سوريا في حلب (كتائب نور الدين الزنكي, جيش المجاهدين, الجبهة الإسلامية, تجمع فاستقم كما أمرت, جبهة الأصالة والتنمية, احرار الشام, صقور الشام, حركة حزم, ومئات الجماعات المسلحة الأخرى) 
في 20 فبراير 2015 تصدى مقاتلو الجبهة الشامية بنجاح لقوات نظام الاسد في بلدات ريف حلب وقد اوقعت الاشتباكات 300 جندي قتيل بينهم عناصر من مليشيات إيرانية وأفغانية ولبنانية وتم أسر 110 آخرين.

## القائمة
قائمة باسماء الفصائل المسلحة التي اندمجت تحت مسمى الجبهة الشامية:
- حركة نور الدين الزنكي
- جيش المجاهدين
- الجبهة الإسلامية
  - حركة أحرار الشام
  - كتائب أنصار الشام
  - صقور الشام
  - لواء الحق
  - لواء التوحيد
  - جيش الإسلام
- فيلق الشام
- تجمع فاستقم كما أمرت
- جبهة الأصالة والتنمية
- حركة حزم

## المعارك
| التاريخ        | المعركة (الإسم من قبل الثوار) | المكان  | ضد            | النتيجة |
| -------------- | ----------------------------- | ------- | ------------- | ------- |
| 20 فبراير 2015 | معركة ريف حلب (معركة ريف حلب) | ريف حلب | النظام السوري | انتصار  |